# Emperor (ep)
Emperor er en ep fra det norske black metal-band af samme navn. Den blev udgivet i 1993, men udkom også som split med Enslaveds debut-ep Hordanes Land. I 1998 blev ep'en genudgivet med demoen Wrath of the Tyrant inkluderet på samme disk. "Wrath of the Tyrant" og "Night of the Graveless Souls" blev begge genindspillet fra den demo, mens "I Am The Black Wizards" og "Cosmic Keys to My Creations and Times" begge blev genindspillet til bandets debutalbum In The Nightside Eclipse.
Ep'ens omslagsillustration er fra et gammelt kunstværk af Gustave Dore.

## Spor
1. "I Am the Black Wizards" – 6:24
2. "Wrath of the Tyrant" – 4:15
3. "Night of the Graveless Souls" – 4:17
4. "Cosmic Keys to My Creations and Times" – 6:22